# Kasteel Doorwerth

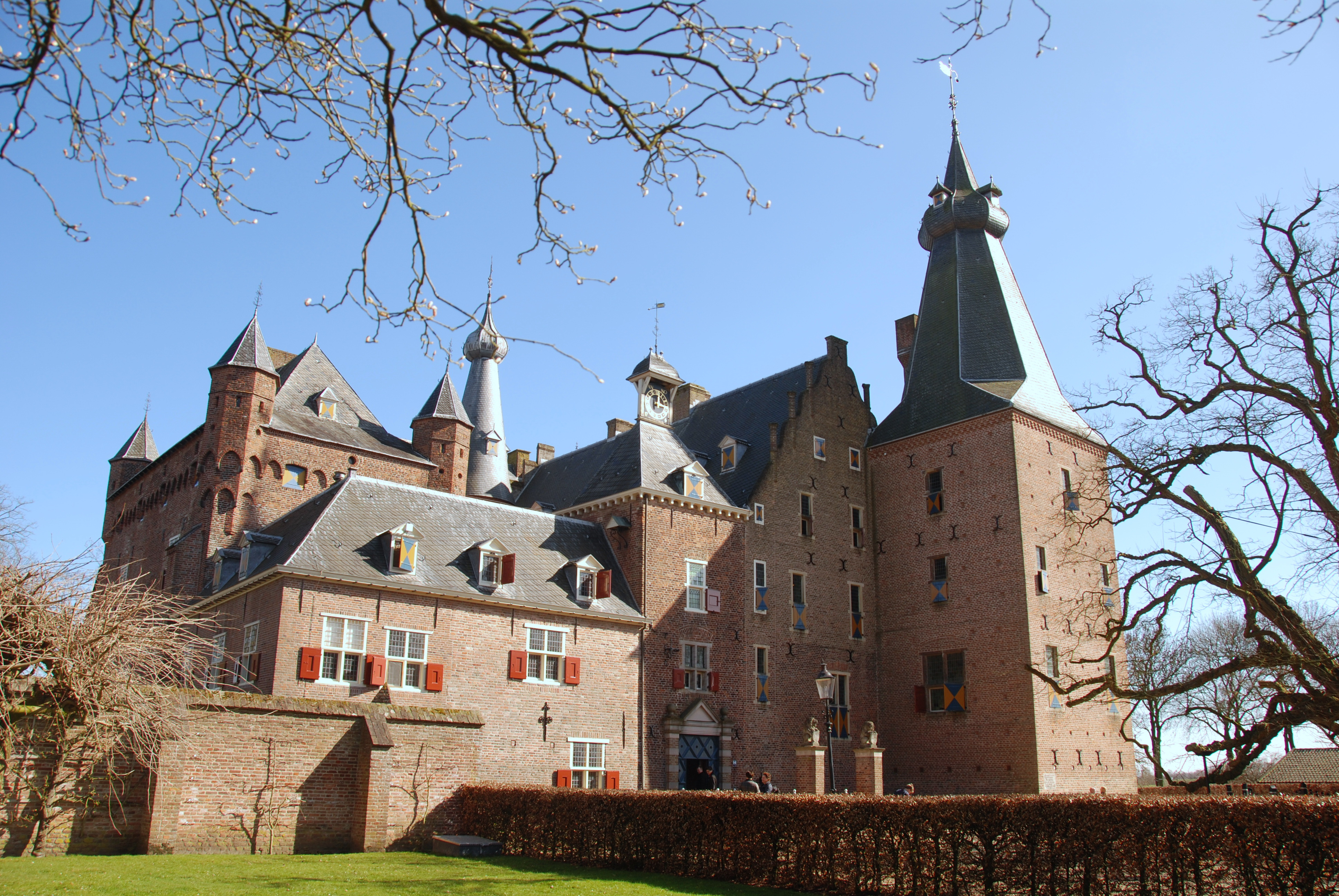
Het kasteel gezien vanaf de ingang

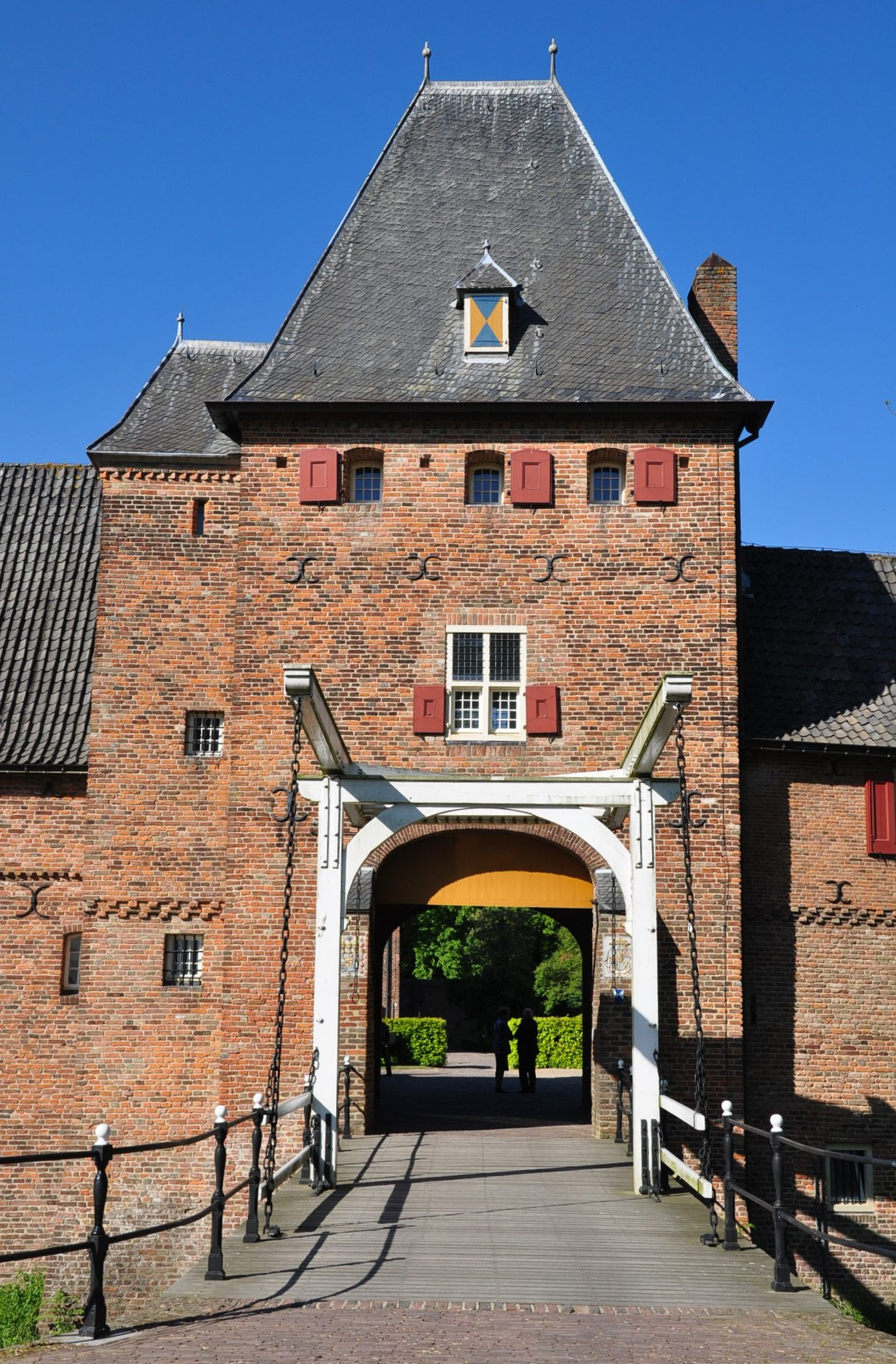
De 15e-eeuwse poort van de voorburcht

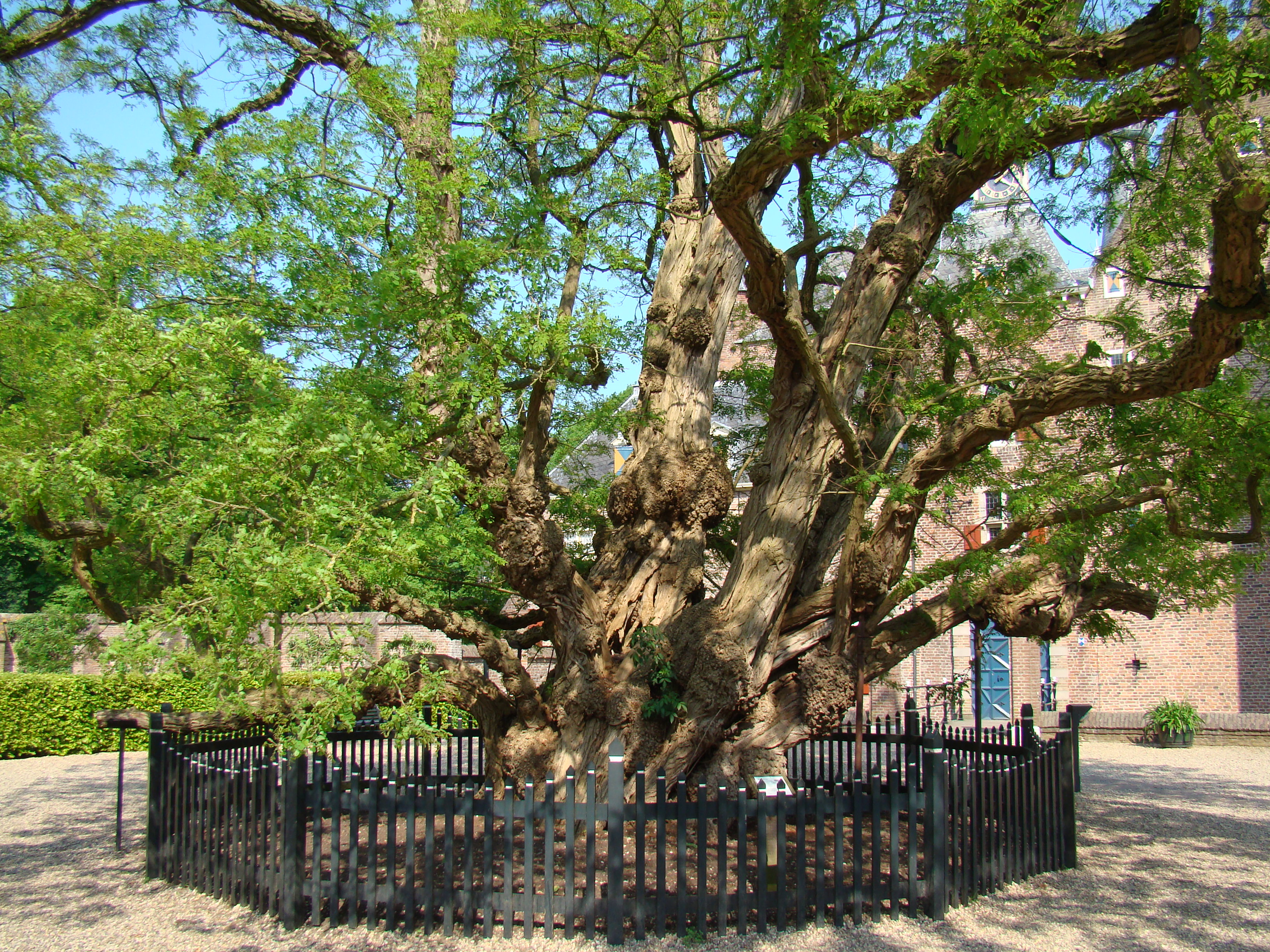
De robinia bij de entree zou geplant zijn als aandenken van de Vrede van Nijmegen in 1678

Kasteel Doorwerth is een waterburcht in de uiterwaarden van de Rijn nabij het dorp Doorwerth, in de Nederlandse provincie Gelderland.

## Geschiedenis

### Eerste vermeldingen
Het kasteel wordt voor het eerst genoemd in 1260, toen het door de heer van Vianen werd belegerd en in brand gestoken. Dit was vermoedelijk een straf, opgelegd door de graaf van Gelre, om korte metten te maken met de roofzuchtige praktijken van burchtheer Berend van Dorenweerd. Gedurende de daaropvolgende 20 jaar heeft de toenmalige burchtheer (Berend van Dorenweerd of diens zoon, Hendric) de burcht weer hersteld. (Andere bronnen spreken van de stichting alhier van een waterburcht door Hendric van Dorenweerd omstreeks 1280).

### Uitbreidingen
In 1435 verkreeg Reinald van Homoet het kasteel en liet het flink uitbreiden. De daaropvolgende eigenaren van het kasteel verbleven er slechts zelden en dit is waarschijnlijk een van de redenen dat Doorwerth nog een zeer middeleeuws aandoend uiterlijk heeft. Zijn huidige uiterlijk is te danken aan de verbouwingen uit 1560 die zijn verricht in opdracht van Adam Schellaert van Obbendorf, heer van Gürzenich, Schinnen 1565-1602, Geysteren 1591-1602 en Flodorp (ca. 1541 - 8 september 1603) en Walrave van Voorst, vrouwe van Doorwerth. Alleen de verbouwing aan de noordhoek is van latere datum evenals het poortgebouw dat in 1640 ontstond in opdracht van Adams achterkleinzoon Johan Vincent van Schellaert van Obbendorf.

### Leegstand en verval
Het kasteel overleefde het rampjaar 1672. Dat het intact bleef is te danken aan familierelaties van de eigenaar, Anton van Aldenburg, met de koning van Denemarken, een bondgenoot van Frankrijk. De Van Aldenburgs (Bentinck) woonden slechts zelden op het kasteel en het begon langzaam in verval te raken. In 1837 werd het kasteel verkocht aan Jacob Adriaan Prosper baron van Brakell, die het vervallen kasteel herstelde en er zelf ging wonen. Na de dood van zijn weduwe zette het verval echter weer in.

### Splitsing landgoed en museum
Het kasteel werd in 1908 gekocht door Willem Scheffer. Die had de uiterwaarden bij het kasteel nodig voor zijn nabij gelegen modelboerderij het Huis ter Aa maar was niet geïnteresseerd in het restaureren van het kasteel zelf. In 1909 werd ten slotte de vereniging De Doorwerth opgericht die een jaar later het kasteel in bezit wist te krijgen. De initiatiefnemer, Frederic Adolph Hoefer, vestigde er zijn artilleriemuseum, dat later in Delft zou worden voortgezet als het Legermuseum, en in 2013 opging in het Nationaal Militair Museum te Soesterberg. Aangezien Doorwerth in verval was geraakt, werd deze van 1910-1915 gerestaureerd. Het kasteel raakte echter tijdens de Tweede Wereldoorlog in 1944 wederom zwaar beschadigd, maar is daarna van ca. 1950 tot 1983 opnieuw geheel gerestaureerd. Thans huizen het Museum voor Natuur- en Wildbeheer en Museum Veluwezoom in het kasteel.

### Monumentale boom
Bij het kasteel staat een monumentale robinia, die volgens de overlevering in 1579 geplant is - in elk geval is het de oudste van Nederland. Een bordje bij de boom meldt dat de boom in 1601 door de Fransman Pierre Robin uit het oosten van de Verenigde Staten is meegenomen en niet lang erna in Doorwerth is geplant. De boom is een van drie; de andere twee werden in de oorlog vernield. Inmiddels heeft de robinia een stamomvang van 7 meter. Een ander verhaal zou zijn dat de robinia is geplant als aandenken voor het sluiten van de Vrede van Nijmegen in 1678.

## Het gebouw
Het oudste deel, gebouwd door Berend of Hendric van Dorenweerd, bestaat uit een rechthoekige woontoren van circa 10 bij 15 meter, die oorspronkelijk omgracht was en nu nog is te herkennen als de huidige oostvleugel. De zuidelijke vleugel werd gedurende de 14e eeuw tegen het kleine kasteel aan gebouwd en later volgen er nog meer uitbreidingen. De massieve woontoren aan de noordvleugel, met zijn uitkragende torentjes op de hoekpunten, werd gedurende de 15e eeuw opgetrokken. Men weet echter niet precies wanneer. Er wordt aangenomen dat Reinald van Homoet verantwoordelijk is voor dit bouwproject, omdat er rekeningen bestaan uit de jaren 1435-1436. Daarin wordt gesproken van omvangrijke bouwprojecten. Wel is zeker dat Van Homoet verantwoordelijk is voor tal van andere uitbreidingen, zoals het vergroten van de zuidvleugel en het verplaatsen van de hoofdingang. Ook de voorburcht dateert in aanleg uit de 15e eeuw.
De laatste grote uitbreiding vond plaats halverwege de 16e eeuw, met het uitbreiden van de zuidvleugel en de bouw van de massieve zuidwesttoren, die in de 18e eeuw werd gesloopt, om in de 19e eeuw weer te worden opgebouwd.
Het kasteel is een officiële trouwlocatie van de gemeente Renkum.

## Musea
- In de hoofdburcht van het kasteel zijn - naast de monumentale en ingerichte vertrekken van het kasteel zelf - de volgende musea en hun collecties te bezoeken: Museum Veluwezoom, het Nederlands Jachtmuseum en de Nationale Bosbouwcollectie.
- In 1949 werd het "Airborne Museum" over de Slag om Arnhem opgericht in wat nu theehuis "De Zalmen" is. Hotel Hartenstein in Oosterbeek (het voormalig hoofdkwartier van de geallieerden tijdens die slag) bleek uiteindelijk een logischer locatie en op 11 mei 1978 opende Airborne Museum Hartenstein daar zijn deuren.

## Trivia
- De Nederlandse regisseur Stephan Brenninkmeijer werd op 27 juni 1964 in het kasteel geboren en woonde er tot 1970.
- Erik Hazelhoff Roelfzema schreef in 1969 en 1970 in het restaurant Beaulieu, dat gevestigd was in het kasteel, zijn boek Soldaat van Oranje 1940-1945.
- De weduwe van kunstschilder Jan Hoynck van Papendrecht schonk in 1934 tal van uniformen, wapens, leger-gedachtenissen, tekeningen, schetsen en een aantal schilderijen aan het legermuseum. Ter ere van de schilder van soldaten en krijgstaferelen werd zijn atelier verhuisd naar een van de kasteelkamers op de eerste verdieping.[4][5]
- De Nederlandse regisseur Martijn van Nellestijn nam vanaf 2000 alle Sinterklaasfilms die hij maakte op op het kasteel.
- Rond het kasteel ligt nog veel munitie die is achtergebleven uit de Tweede Wereldoorlog. Zo vond de EOD in oktober 2019 nog 121 handgranaten, nadat deelnemers van een boogschietwedstrijd er op een paar waren gestuit.[6]
- In het Tactisch schietspel Squad 44 (vroeger Post Scriptum geheten) is Kasteel Doorwerth en omgeving nagebouwd om gevechten tussen Nazi-Duitsland en de Geallieerden mogelijk te maken. De speler moet het kasteel verdedigen of als soldaat van de Geallieerden de bezetter het kasteel uitkrijgen.

## Afbeeldingen

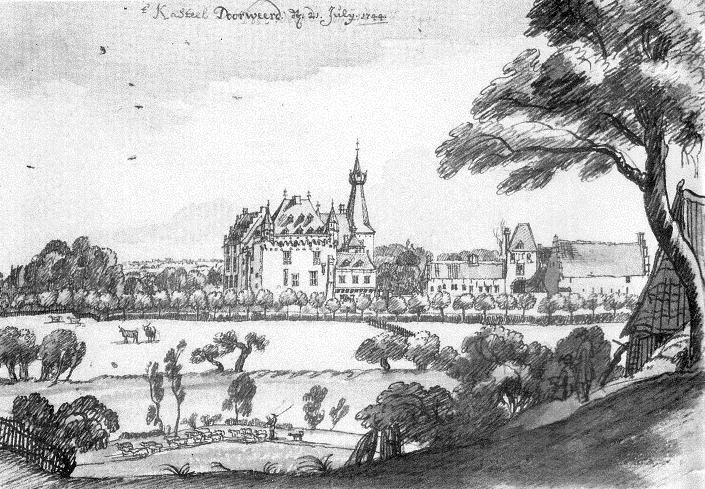
Tekening van kasteel Doorwerth uit 1744.
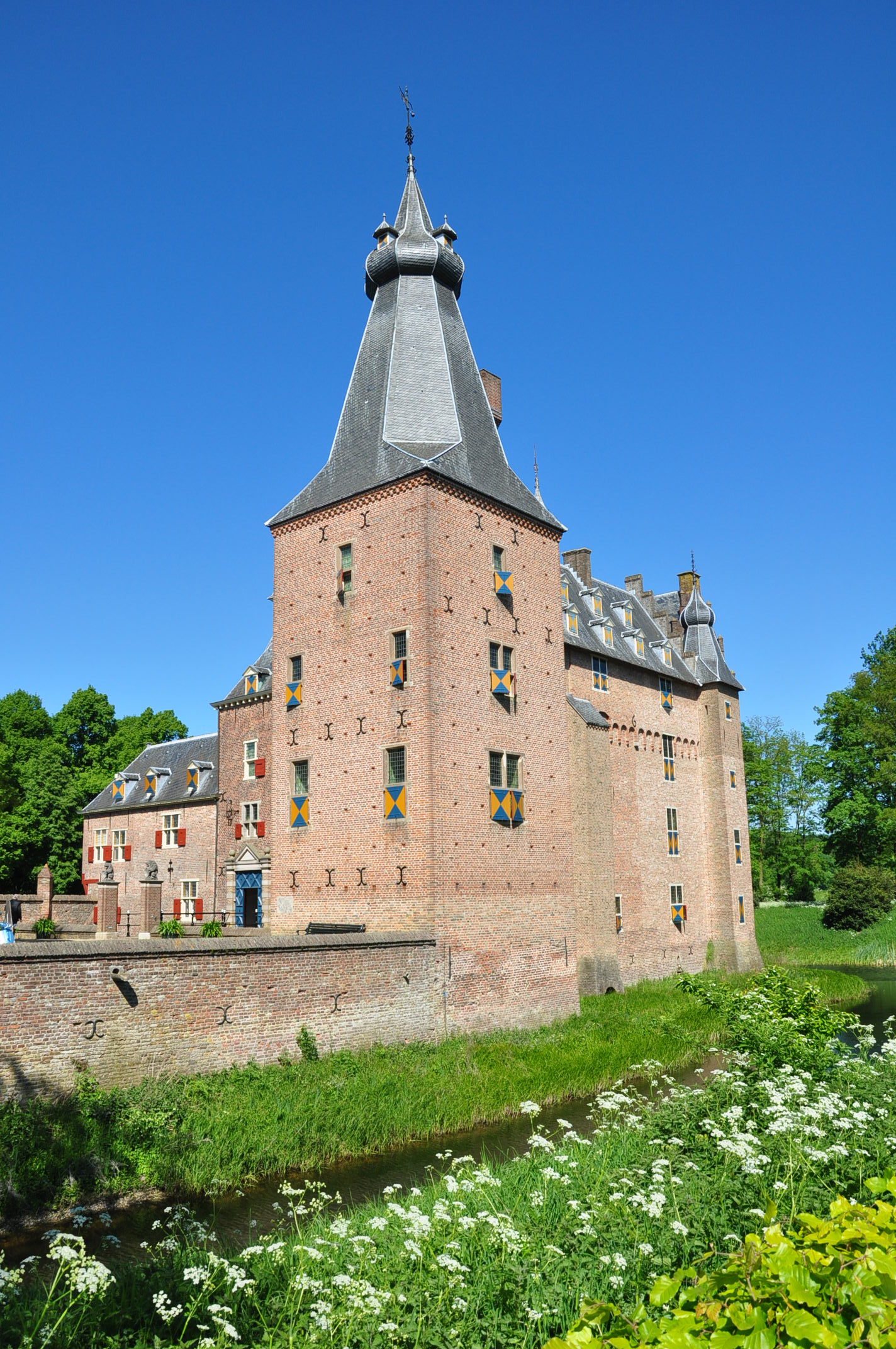
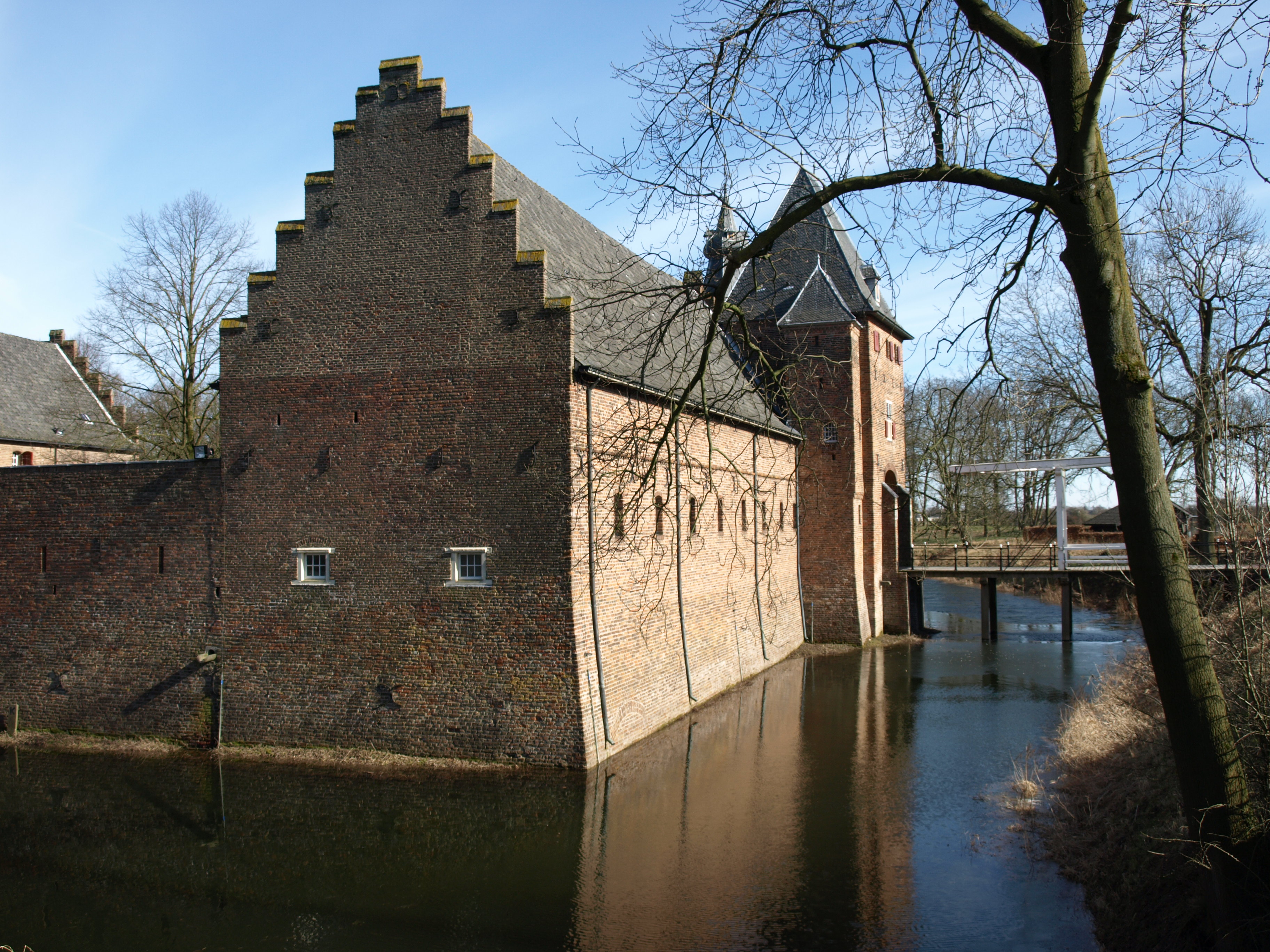
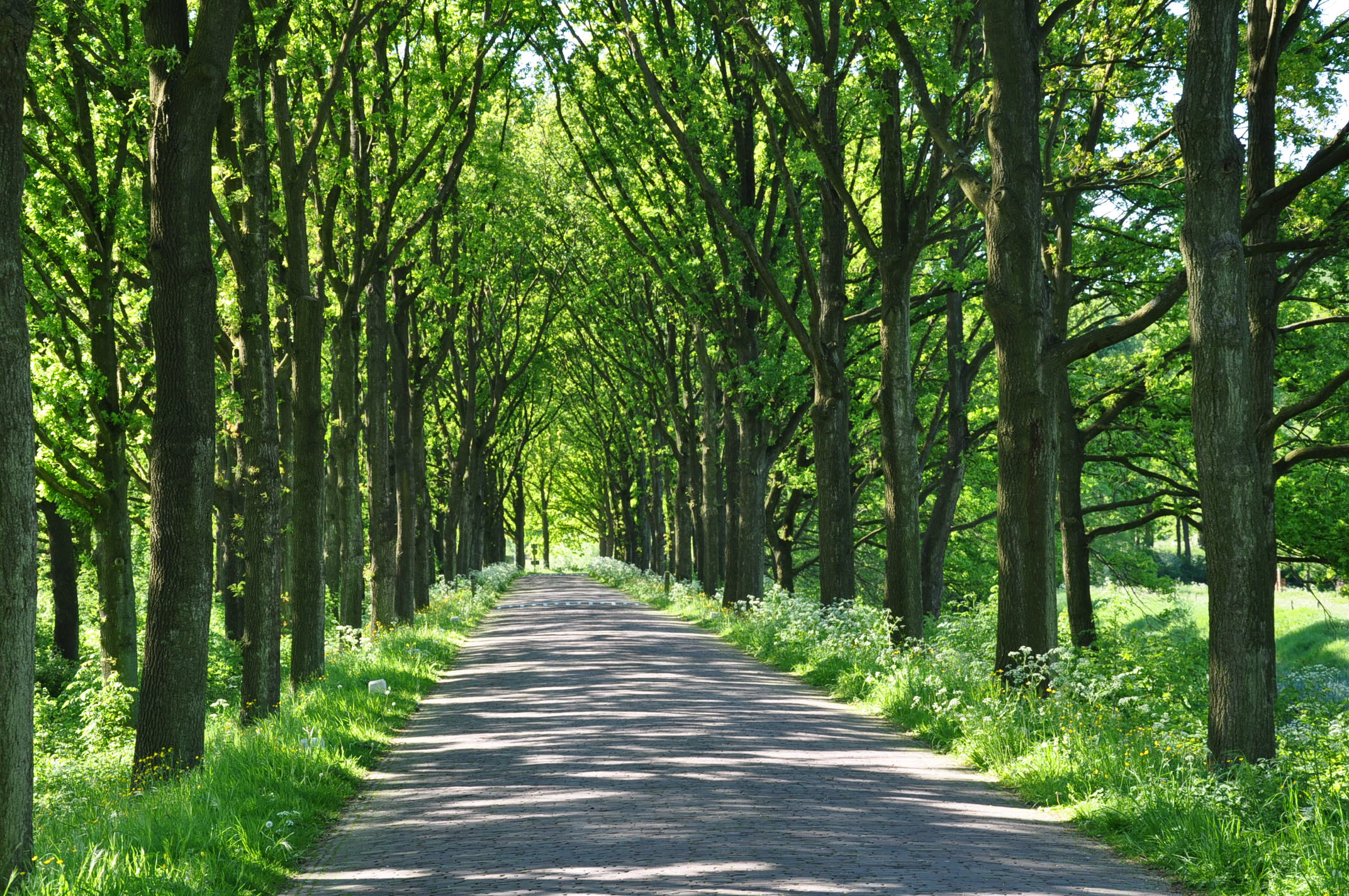
Oprijlaan
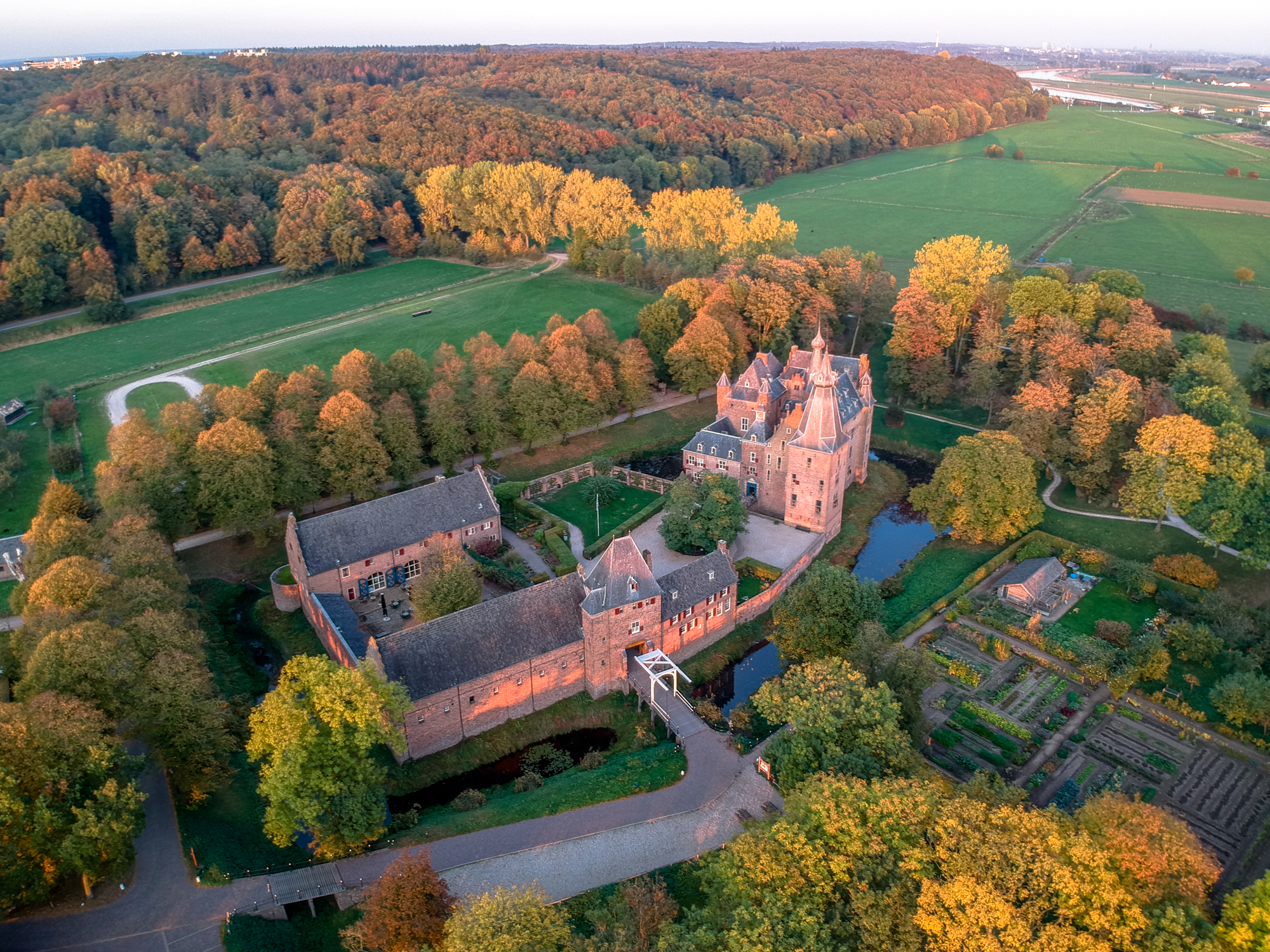
Het Kasteel vanuit de lucht bij zonsondergang.
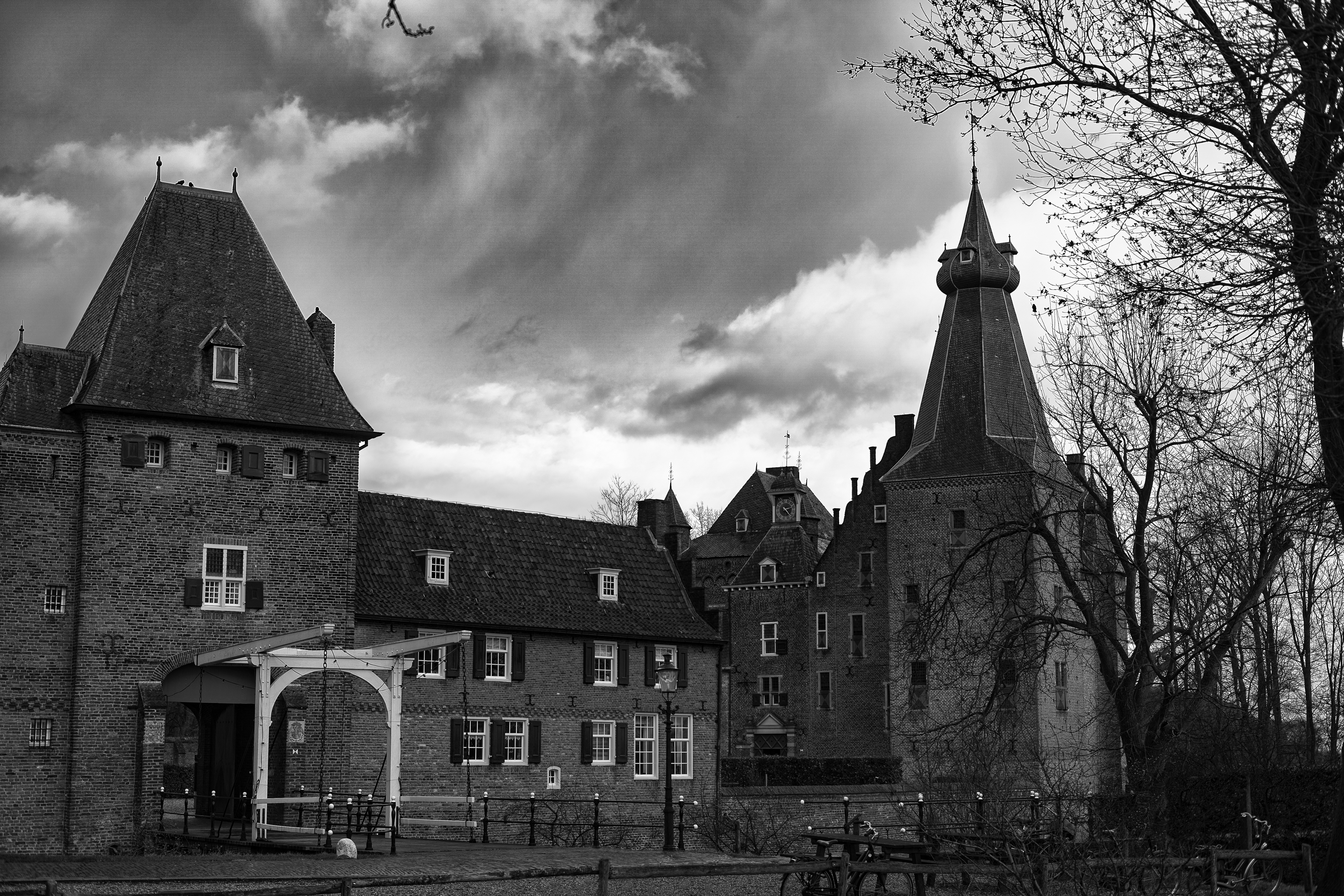
Kasteel Doorwerth (winter 2020)
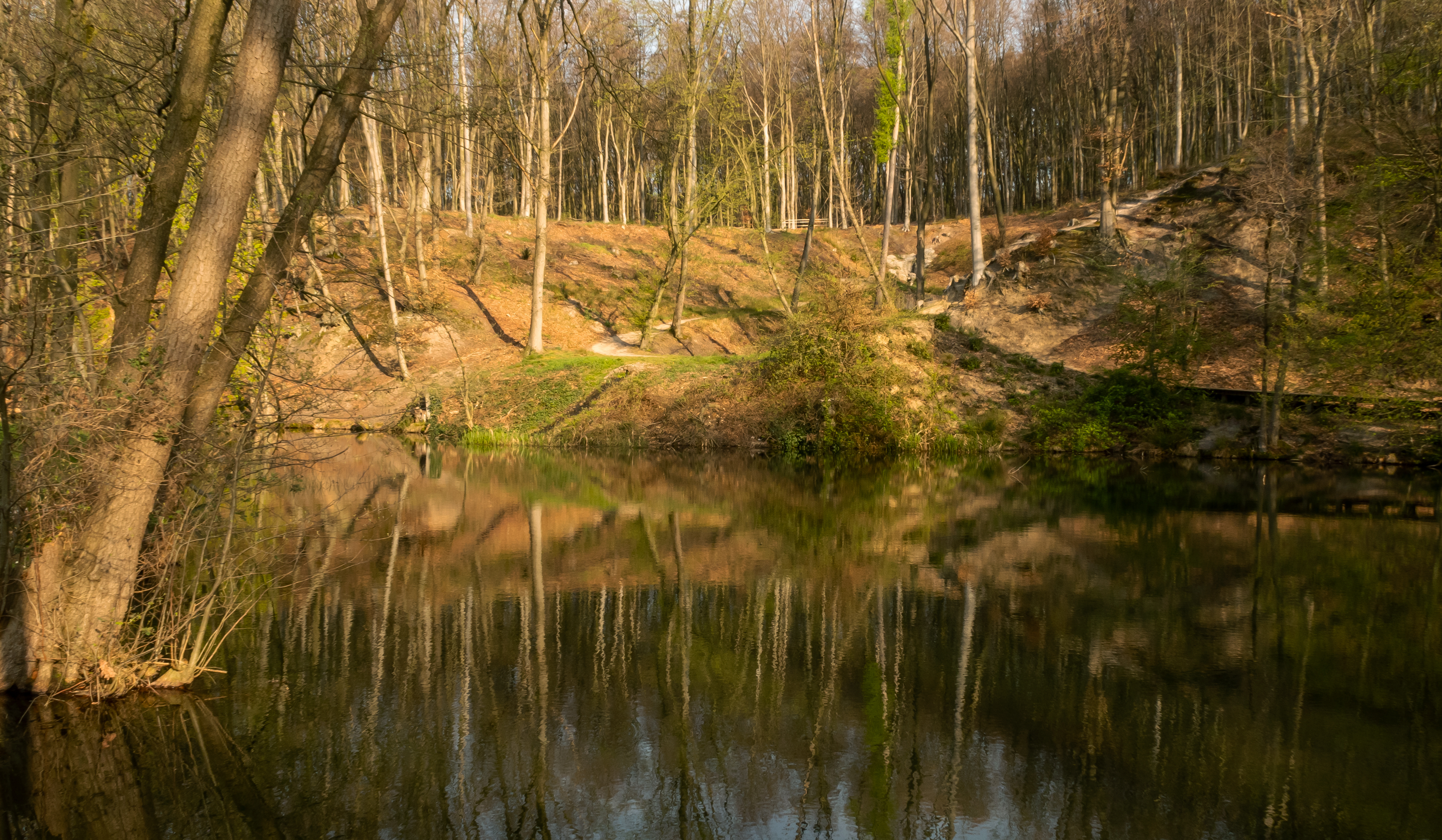
Natuur bij het kasteel

Aalst · Aardenburg · Acquoy · Aerdt · Agistaldaburg · Ahof · Aldenhaag · Aller · Ambe · Ammersoyen · Ampsen · Andelst · Angeroyen · Appelburg · Appelse walburg · Appeltern · Arler · Baak · Babberich · Baer · Baerle · Bakerbosch · Balgoij · Barlham · Batenburg · Beek · Beerenclaauw · Bemmel · Bevervoorde · Bergh · Biljoen · Bingerden · Blankenborg (Laren) · Blankenborg · Blauwe Huis · Blokhuis (Ravenswaaij) · Boelenham · Boetselaersborg · Borculo · Boswaai · Brakel · Den Brakel · Den Bramel · Bredevoort · Broekhuizen · Bronkhorst · Bruchem · Bruinhorst · Brunsberg · Bulkestein · Bunswaard · Burcht van Tiel · Buren · De Buurse · Byland · Byvanck · Caetshage · Camphuysen · De Cannenburch · de Cloese · Coldenhove · Culemborg · Dedinckweerd · Delwijnen · Didam · Diepenbroek · Hof te Dieren · Huis Dijck · Dikke Tinne · Doddendaal · Dodewaard · Doornenburg · Doornik · Doorwerth · Dooyenburg · Dorth · Doseburg · Drakenburg · Dreumel · Druten · Duivelshuis · Eerbeek · De Ehze · Elburg · Eldrik · Emmerik · Engelenburg · Groot Engelenburg · Engelrode · Enghuizen (Hummelo) · Enghuizen (Zevenaar) · Enspijk · De Essenburgh · Essenpas · Est · Fokkinck · Gameren · Geerestein · Geldermalsen · De Gelderse Toren · Geldersweerd · Gellicum · Gendt · Gennepestein · Glindhorst · Goudenstein · ‘s-Grevenhoef · Groot Hell · Groenlo · Groesbeek · Huis te Groesbeek · Grunsfoort · Gulden Spijker · Hackfort · Hackforts Veenhuis · Hagen · Hagevoort · Hamerden · Hanepol · Harreveld · Harslo · Hassink · Het Haveke · Hedel · Heeckeren · De Heegh · Hees · De Heest · Hellouw · Hemmen · Hernen · Motte van Hernen · Heumen · Heusden · Hoekelum · Hoekenburg · De Hoeve · De Hof · Hof d'Ooy · Hof van Arkel · Huis het Holt · Holthuis · Het Holtslag · Ter Horst · Houberg · St. Hubertus · Huissen · Hulhuizen · Hulkestein · Hulsen · Hunneschans bij De Duno · Hunneschans bij Uddel · Jonker Bloo · 't Joppe · De Kamp · Karssenberg · Kemnade · Keppel · Kermestein · Kernhem · Kervel · Kiefskamp · De Kinkelenburg · Klein Enghuizen · Kleverburg · Kortenhoeve · Laag Helbergen · Lakenburg · Landfort · Langen · Latenstein · De Lathmer · Lathum · Ter Lede · Leegpoel · Leemcuyl · Leeuwen · Leeuwenbergh · Lensenburg · Lent · Leur · Leuvenum · Leyenburg · Lichtenvoorde · Lievenstein · Loenen · Loevestein · Loil · Loowaard · Luynhorst · Hof te Maasbommel · Magerhorst · Malburgen · Malderburcht · Malsen · Manhorst · Marhulsen · De Marsch · Marveld · Mathena · Maurik · Medel · Medestein · 't Medler · Meinerswijk · De Mellard · Mensink · Mergelp · Meteren · 't Meyerink · Middachten · Millingen · Mussenberg · Nagelhorst · Nederhagen · Nederhemert · Neerijnen · Huis Neerijnen · De Nesch · Nettelhorst · Nieuwe Blokhuis ·  Nijburg · Nijenbeek · Old Putten · Notenstein · Nye Huis · Olde Spijker · Oldenaller · Oldenhof (Driel) · Oldenhof (Heteren) · De Ooij · Oolde · Oud Oolde · Oosterhout · Ophemert · Opijnen · Oud Ampsen · Oude Blokhuis · Het Oude Loo · Oude Voorst · Oudenborch · Oud-Wisch · Huis te Overasselt · Overeng · Overhagen · Overlaar · 't Oye · Palmestein · De Parck · Persingen · Plekenpol · Ploen · Pluimenburg · Poederoijen · Poelwijck · Poelwijk · De Pol (Dreumel) · Huis de Poll (Huis te Gietelo) · De Poll (Huissen) · Pollenbering · Pollenstein · Puttenstein · Het Raasink · Ravenhorst · De Rees · Ressen · Reuversweerd · Reygersfoort · Rhijnestein · Huis Rijswijk · Rode Toren · Roode Wald · Rosande · Rosendael · Rossum · Rumpt · Ruurlo · Rijsselt · Schadewijk · Schaffelaar · Scherpenzeel · Schoonbroek · Schoonderbeek · Schoonenburg · Schuilenburg · Schuilkerke · Hof te Seelbeek · Sevenaer I · Sevenaer II · Sinderen (Oude IJsselstreek) · Sinderen (Voorst) · Slangenburg · Sleeburg · Slimsijp · De Snor · Soelen · Spaansweerd · Spaldorp · Spijk · Staverden · Sterkenburg · Swanepol · Tarthorst · Teisterbant (Kerk-Avezaath) · Teisterbant (Kerkdriel) · Ter Dicke · Tolhuis · Tolhuis (Tiel) · Tollenburg · Tongerlo · Toren van Wely · Tuil · Ubbergen · Uilenburg (Ewijk) · Uilenburg (Heteren) · Ulenpas · Ulft · Upladen · Valburg · Valkhofburcht · Valkhofpalts · Vanenburg · Varik · Hof te Varsseveld · 't Velde · Velhorst · Verwolde · Vierakker · De Voorst · Voorstonden · Vorden · Vosbergen · Vredenburg · Vredestein (Driel) · Vredestein (Ravenswaaij) · Vuren · Waardenburg · Waddestein · Wadenoijen · Waede · Wageningen · Walfort · 't Waliën · De Wardt · Watergoor · Watermeerwijk · Wayenstein (Huis te Herwijnen) · Well (Huis van Malsen) · Weijenrade · Westenburg · Westerholt · Weurt · De Wiersse · Wijenburg (Echteld) · De Wildenborch · De Wildt · Wilp · Wilperhorst · Winssen · Wisch · Wychen · Wolfswaard · Woolbeek · Yrst · IJzendoorn · Zeeland · Zilveren Spijker · Zuilichem · Zwaluwenburg · Zwanenburg (Heerde) · Zwanenburg (Megchelen)